# Hadrian II
Hadrian II (ur. w 792 w Rzymie, zm. 14 grudnia 872 tamże) – papież w okresie od 14 grudnia 867 do 14 grudnia 872.

## Życiorys
Należał do rzymskiego rodu szlacheckiego, z którego pochodzili również papieże Sergiusz II i Stefan IV. Późniejsza tradycja identyfikowała go jako przedstawiciela rodu Colonna, ale podanie to należy odrzucić, gdyż ród Colonna dopiero na przełomie XI i XII wieku wyodrębnił się z latyńskiego rodu hrabiów Tuskulum, który przed X stuleciem nie należał do grona rzymskiej arystokracji miejskiej.
Mianowany został przez papieża Grzegorza IV kardynałem prezbiterem kościoła św. Marka. Dwukrotnie (w roku 855 i 858) nie przyjmował oferowanej mu godności papieskiej. Przed swym pontyfikatem Hadrian II był żonaty. Jego żona i córka żyły jeszcze, gdy został papieżem. Obie zostały zamordowane przez Eleuteriusza – brata byłego antypapieża Anastazego Bibliotekarza. To wydarzenie zmusiło Hadriana do ekskomunikowania Anastazego 12 października 868, lecz po około roku przywrócił go na stanowisko archiwisty.
Kontynuował dzieło swego poprzednika, Mikołaja I, umacniania powagi i władzy papiestwa. Gdy w 869 zmarł Lotar II, papież Hadrian bezskutecznie mediował pomiędzy królami frankońskimi by zapewnić dziedzictwo Lotaryngii jego bratu, Ludwikowi II. Na mocy traktatu z Meerssen Lotaryngię podzielono pomiędzy Karola Łysego i Ludwika Niemieckiego.
W 869 zwołał w Rzymie synod, który potępił patriarchę Konstantynopola Focjusza po tym, jak Focjusz obłożył anatemą poprzednika Hadriana, Mikołaja I. Decyzję synodu podtrzymał i potwierdził czwarty sobór w Konstantynopolu (869–870). Reprezentujący na tym soborze papieża Hadriana legaci nie potrafili jednak zgodnie wystąpić w sprawie jurysdykcji biskupa Rzymu. Nie zdołali doprowadzić do porozumienia z następcą Focjusza, Ignacym, wskutek czego Rzym utracił zwierzchnictwo nad kościołem bułgarskim.
Wsparł misję Cyryla i Metodego w krajach słowiańskich – zezwolił im na używanie języka słowiańskiego w liturgii. Misjonarze nie mogli uzyskać dla swych uczniów święceń kapłańskich, w końcu byli przez niechętny im kler oskarżani przed papieżem Mikołajem I. Udali się wówczas do Rzymu – nim jednak przybyli papież Mikołaj zmarł, a jego następcą został Hadrian. Ten przyjął braci serdecznie i polecił wyświęcić ich uczniów oraz uroczyście złożyć na ołtarzu kościoła NMP (obecnie Bazylika Matki Boskiej Większej, Santa Maria Maggiore) pisane przez nich słowiańskie księgi liturgiczne. Gdy dwa lata później Cyryl zmarł w Rzymie, Hadrian wyprawił mu uroczysty pogrzeb, a potem konsekrował Metodego na biskupa Moraw i Panonii i dał mu też wszelkie uprawnienia misyjne.
Zmarł w wieku 80 lat (w piątą rocznicę ingresu).